# Rhinlandsk fod
Rhinlandsk fod eller rhinsk fod var en længdeenhed, der anvendtes ved Rhinen og senere dannede grundlag for mål og vægt bl.a. i Danmark og Preussen. Den præcise længde var forskellig fra sted til sted, men den rhinlandske fod blev standard i byen Leiden. Størrelsen på omkring 31,4 centimeter var lidt mindre end den franske fod og lidt større end den engelske. Rhinlandsk fod brugtes af hollændere allerede i 1500-tallet og blev først erstattet af metersystemet i begyndelsen af 1900-tallet.

## Dansk fod
I Danmark og Norge dannede den rhinlandske fod grundlag for en kongelig forordning i 1683 for at skabe ensartet mål og vægt. Nutidige opmålinger af originale målestokke fra 1600-tallet tyder på, at den rhinlandske fod svarede til 31,407 cm. Det var blandt andre astronomen Ole Rømer, der bidrog til at skabe et ensartet målesystem i Danmark. Arbejdet udmøntede sig i flere kongelige forordninger. Den første i 1683, hvor et såkaldt justervæsen blev oprettet for at udbrede og kontrollere de anvendte målestokke og vægte. En alen blev defineret som 2 fod, hvilket igen skulle være lig to rhinlandske fod. Samtidig blev vægtenheden et pund defineret som 1/62 del af vægten af en kubikfod ferskvand. Det var Rømer som fik til opgave at fremstille de lodder og målestokke, der skulle sendes ud i riget til brug ved handel og skatteinddrivelse. 
De gamle mål blev dog stadig brugt. Problemet ved det var, at størrelsen af en fod var forskellig fra egn til egn. Den sjællandske fod på omkring 31,6 cm var f.eks. cirka 10 procent længere end den jyske. Af hensyn til handelslivet var det derfor nødvendigt med en forordning i 1698, der præciserede brugen af de nye måle- og vægtenheder, og som påbød at destruere alle tidligere lodder og redskaber til længde- og rummåling. Det var forbundet med bødestraf, hvis man blev fundet i besiddelse af ældre målestokke. Desuden havde det vist sig uhensigtsmæssigt at definere en fod som en rhinlandsk fod, da der fandtes flere forskellige standarder for den. I stedet blev en alen (2 fod) defineret som længden af en original jernalen, fremstillet i København. Forskellen var forsvindende lille mellem denne jernalen og to rhinlandske fod.
I 1820 forsøgte man sig kortvarigt med en definition af en fod baseret på længden af et pendul med et givet antal svingninger i et givet tidsrum. På grund af pendulets variation med det aktuelle steds tyngdeacceleration, gik man allerede i 1835 over til den preussiske fod, der havde en veldefineret længde på 31,3853 centimeter. Den preussiske fod var også baseret på den rhinlandske fod. I 1875 blev foden ved lov yderligere præciseret med en ekstra decimal, således at 1 fod = 31,38535 cm. Det skete i forbindelse med ratificeringen af meterkonventionen, men metersystemet vedtoges først i 1907 og toges i brug nogle år senere.

## Preussisk fod
Den rhinlandske fod blev i Preussen synonym med den preussiske fod, der i 1816 fik en vedtaget størrelse på 31,3853 centimeter. Provinsen Rheinland i den europæiske stormagt Preussen omfattede i 1800-tallet vigtige handelsbyer som Aachen, Köln, Trier, Düsseldorf og Koblenz. Det var blandt andre Johann Albert Eytelwein, der var medansvarlig for indførelsen af Preussens standarder inden for mål og vægt.

## Sammenligninger
Inden metersystemets indførelse havde mange lande og større byer deres egne måleenheder. Som reference for de forskellige mål anvendtes den franske fod pied du roi. I tabellen herunder ses en sammenligning fra 1896 af et lille udsnit af de forskellige slags fod anvendt i Europa. De fleste steder regnedes en fod som 12 tommer. 
| Land                                       | Fodens længde / mm |
| ------------------------------------------ | ------------------ |
| Frankrig, pied du roi                      | 324,8394           |
| Preussen, rheinländischer Fuß              | 313,8535           |
| Storbritannien, foot                       | 304,7945           |
| Østrig-Ungarn, wiener Fuß                  | 316,0807           |
| Spanien, pié de burgos                     | 278,635            |
| Nederlandene, Amsterdamse voet (11 tommer) | 283,133            |